# Championnats du monde de tennis de table 1954
Navigation
Édition précédente Édition suivante
Les championnats du monde de tennis de table 1954, vingt-et-unième édition des championnats du monde de tennis de table, ont lieu du 5 au 14 avril 1954 à Londres, au Royaume-Uni.
Les titres en simple sont remportés par le Japonais Ichirō Ogimura chez les hommes et par la Roumaine Angelica Rozeanu chez les femmes.
Le titre en double dames est remporté par Diane Rowe associée à sa sœur Rosalind Rowe (en).